# Spektralizm
Spektralizm (muzyka spektralna) − kierunek w muzyce współczesnej oraz technika kompozytorska polegająca na budowaniu melodii i harmonii utworu w oparciu o spektrum dźwięku (budowanie melodii z alikwotów jednego tonu podstawowego, rozpisywanie alikwotów szeregu harmonicznego na orkiestrę itp.). 
Powstał w latach 70. we Francji. Jego twórcami byli członkowie grupy kompozytorów Ensemble l'Itinéraire: Hugues Dufourt (ur. 1943), uczniowie Oliviera Messiaena: Gérard Grisey (1946−98), Tristan Murail (1947), Michael Levinas (1943) i Roger Tessier (1939), którzy pracowali nad muzyką spektralną w IRCAM, a także grupa niemieckich kompozytorów Feedback (uczniów Karlheinza Stockhausena): Mesías Maiguashca (1938), Jonathan Harvey (1939–2012), Johannes Fritsch (1941–2010), Péter Eötvös (1944−2024), Clarence Barlow (1945), Claude Vivier (1948–83).
Spektralizm jest niejako odpowiedzią na zainteresowania dotyczące barwy i głębi dźwięku kompozytorów takich jak Claude Debussy, Edgar Varèse, Olivier Messiaen, ale również zauważenie zjawisk takich jak: śpiew alikwotowy Jakutów i Mongołów, utwór Stimmung Karlheinza Stockhausena (zabawy z alikwotami), Cztery Utwory Na Jednym Dźwięku Giacinto Scelsiego (zainteresowanie powstawaniem dźwięku, wybrzmiewaniem), sonoryzm − jeden z nurtów Drugiej Awangardy (zainteresowanie brzmieniem) − dlatego spektralizm nazywany bywa postsonoryzmem.
Drugą grupą (po Francuzach) zajmującą się tą tematyką byli kompozytorzy rumuńscy: Ștefan Niculescu (1927), Octavian Nemescu (1940), Horațiu Rădulescu (1942), Iancu Dumitrescu (1944), Călin Ioachimescu (1949). Kompozytorką drugiego pokolenia szkoły rumuńskiej jest Ana−Maria Avram (1961).
Kompozytorzy−kontynuatorzy szkoły francuskiej (absolwenci IRCAMu) to: Kaija Saariaho (1952), Ivan Fedele (1953), Philippe Hurel (1955), Magnus Lindberg (1958), Michael Jarrell (1958), Marc-André Dalbavie (1961), Henrik Hellstenius (1963), Fausto Romitelli (1963-2004), Julian Anderson (1967), Fabien Lévy (1968), Joshua Fineberg (1969).